# Éós

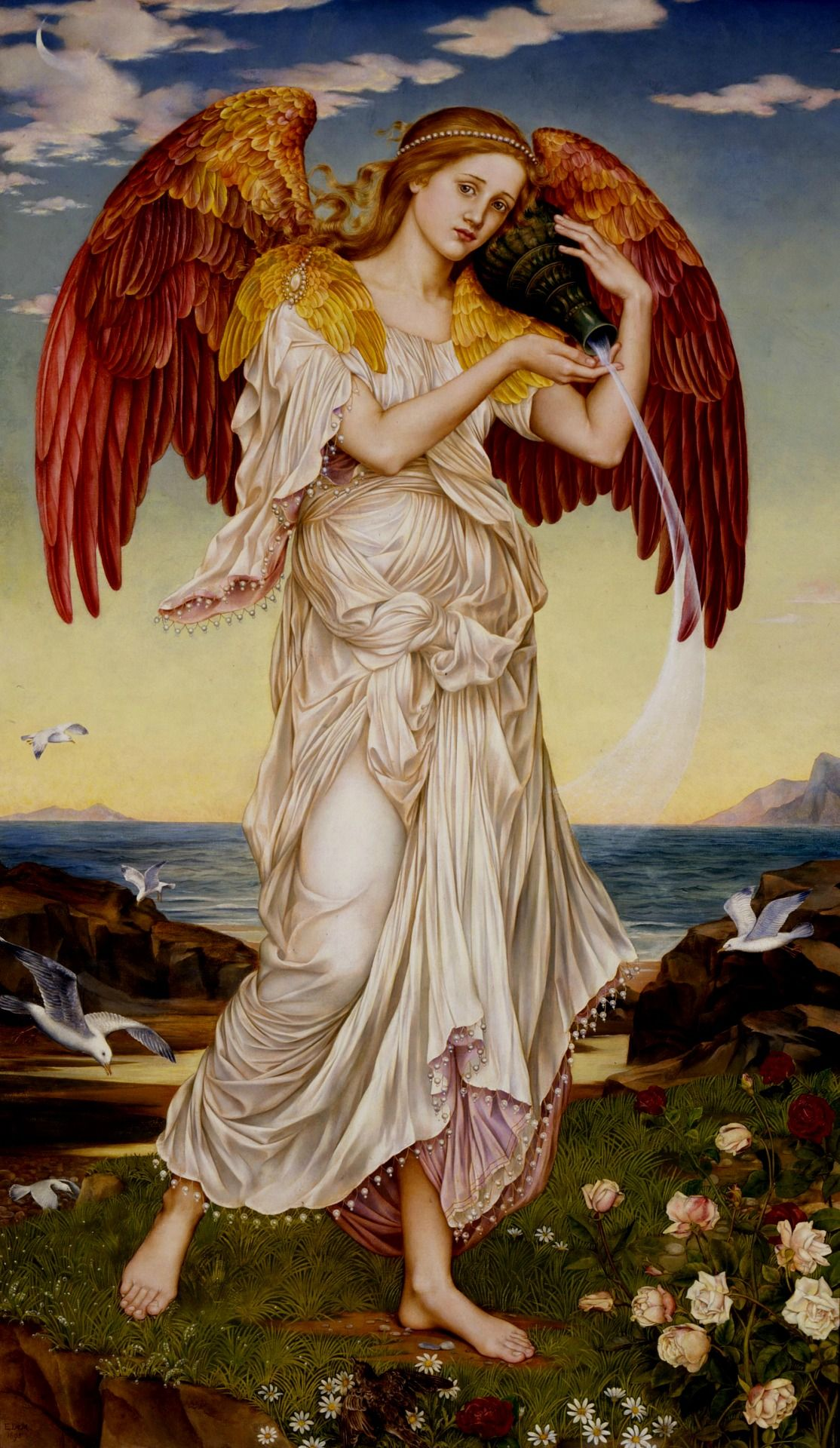
Evelyn De Morgan, Eos, 1895

Éós (2. pád Éóje, attickou řečtinou Ἕως) je řecká bohyně úsvitu, případně červánků. Přes svůj význam v řecké mýtopoetické tradici neměla svůj kult a pozici bohyně úsvitu zaujímala především Afrodité. Svým jménem i řadou atributů je blízká védské Ušas.
Římská personifikace úsvitu Aurora je přejmenovanou Éójou. Bohyní úsvitu v římském kultu byla pravděpodobně Mater Matuta.

## Jméno a přívlastky
Kromě attického Ἕως Éós je toto jméno doloženo také v iónské a homérské řečtině jako Ἠώς Eós a v aiolštině jako Αὔως Auós a dórštině jako Ἀώς Áós.
Řecké éós a latinské aurora znamená jednoduše „úsvit“ a je odvozeno od praindoevropského kořene *haus/*haeus „svítící (rudě), plamen“ s připojeným sufixem -ós- či -ró-. Ze stejného kořene jsou odvozeno i výše uvedené jméno Ušas.
Mezi její další jména patří Día „zářící, jasná“ používané v Homérských hymnech, které může odkazovat na její příbuznost s nebem. Dalším jejím jménem je Erigone „brzy zrozená“, což odkazuje na fakt že se jako úsvit rodí každé ráno.
Mezi její další epiteta patří:
- Ορθρια (Orthia) „ráno-soumrak“
- Ἡμερα (Hémerá) „den“
- Τιτω (Titó) „den“
- Ροδοδακτυλος (Rhododaktylos) „růžovoprstá“
- Ροδοπαχυς (Rhodopachus) „růžovoramenná“
- Χρυσοπαχυς (Chrysopachus) „zlatoramenná“
- Φαεσφορος (Faesforos) „světlo přinášející“
- Κροκοπεπλος (Krokopeplos) „šafránem oděná“

## Genealogie a vztahy
Nejstarším a nejznámějším pramenem zmiňujím Éos je Hésiodova Theogonie která uvádí jako její rodiče titány Hyperiona a Theiu a jako její sourozence boha slunce Hélia a bohyni měsíce Seléné. V Homérských hymnech je matkou Éoje Euryfaseia, která je pravděpodobně totožná s Theiou. V pozdějších římských zdrojích je někdy jako její otec uváděn Pallás.
Společně s Astraiem „Hvězdným“ zplodila podle Theogonie Anemoi „Větry“ tedy Zefýra, Borea a Nota. Dále je matkou dvou synů: Éósfora „Jitřenky“ a Hespera „Večernice“ a dcery Astraie „Hvězdné“.
Éós měla řadu milenců, nejprve boha války Área. Za to ji Afrodité proklela tím, že se neustále zamilovávala do smrtelníků. Mezi ty patřil Órión, Kleitos, Kefalos a nakonec Tithónos, s kterým měla syny Emathióna a Memnona. S Kefalem měla také syna Faethóna, jmenovce známějšího syna Héliova.

## Odraz v umění

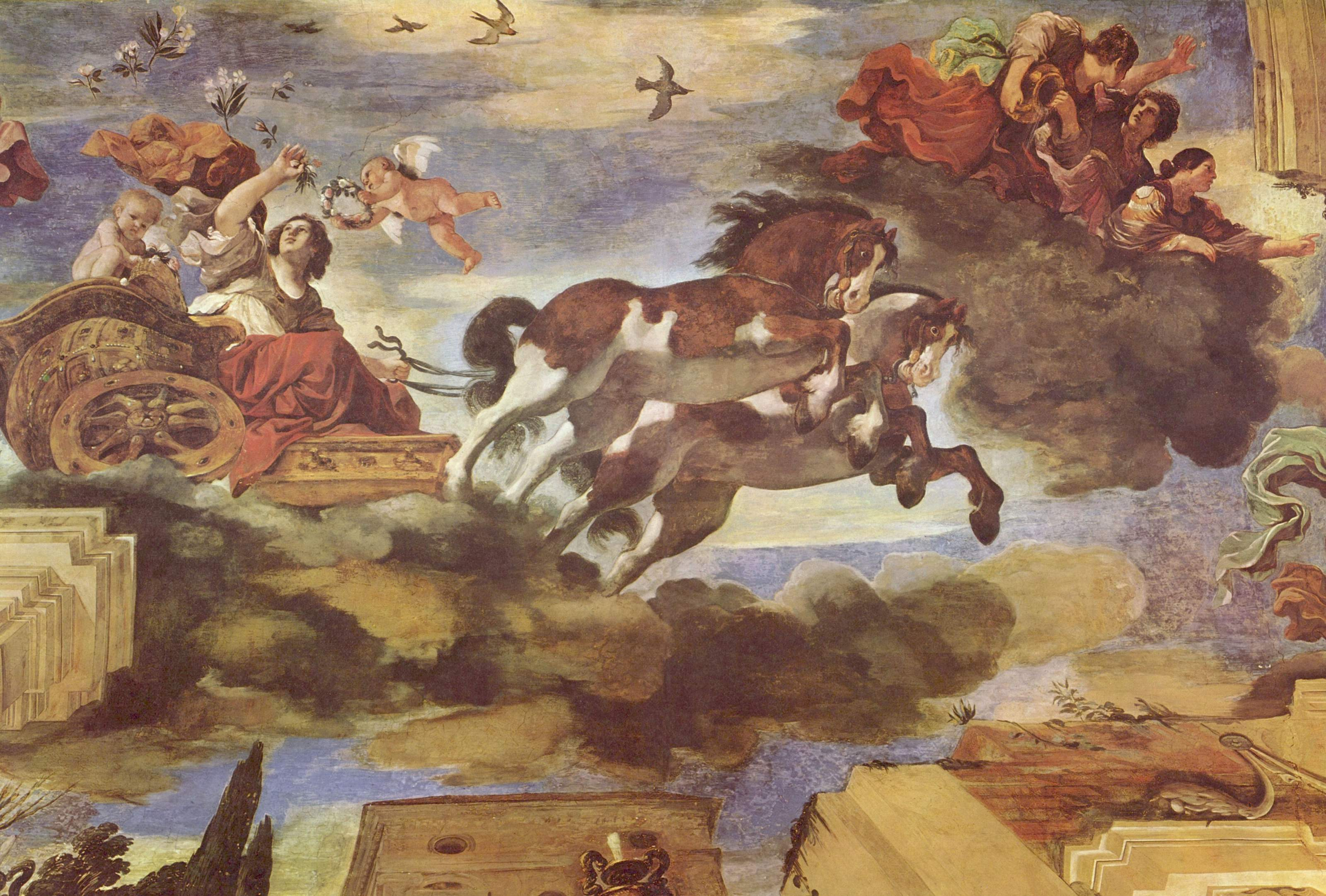
Aurora od Guercina, 1621-23 (stropní freska v Casino Ludovisi v Římě)

### Malby
- Dúridova malba na číši Éós truchlí nad mrtvým synem Memnonem z let 490 až 480 př. n. l., dnes v Louvru
- N. Poussin Aurora a Cephalus z roku 1630, londýnská Národní galerie
- L. Silvestr ml. Aurora probouzí Lunu z roku 1715

### Sochy
- Michelangelo B. Aurora , na hrobě Lorenza di Medici ve Florencii, kolem roku 1520
- Auguste Rodin Aurora s Tithonem , v Rodinově muzeu v Paříži

### Hudba
- E.T.A. Hoffmann Aurora , opera , rok 1811